# Какмахи
Какмахи (дарг. Кьякьмахьи) — село в Акушинском районе Дагестана. Входит в состав сельского поселения «Сельсовет Бургимакмахинский».

## Географическое положение
Расположено в 4 км к северо-востоку от районного центра села Акуша.

## Население
| 1926 | 1939 | 1970 | 1989 | 2002 | 2010 | 2021 |
| ---- | ---- | ---- | ---- | ---- | ---- | ---- |
| 62   | ↗113 | ↗225 | ↘149 | ↗517 | ↗616 | ↗712 |